# Kleiner Pal
Der Kleine Pal ist ein 1867 m ü. A. hoher Berg am Karnischen Hauptkamm im Grenzgebiet zwischen Kärnten und Italien. Er liegt nahe der Ortschaft Kötschach-Mauthen. Im alpinen Gebirgskrieg 1915–1918 war er Schauplatz eines Stellungskrieges zwischen der österreich-ungarischen und der italienischen Armee. Die ehemaligen Stellungen und Schützengräben wurden von den Dolomitenfreunden unter der Leitung von Walther Schaumann als Freilichtmuseum mit über 70 Objekten wieder begehbar gemacht und sind heute als Freilichtmuseum zugängig.
Obwohl die Bezeichnung Großer Pal einen höheren Berg vermuten lässt, ist dieser mit 1809 m niedriger als sein kleiner Bruder.

## Geschichte

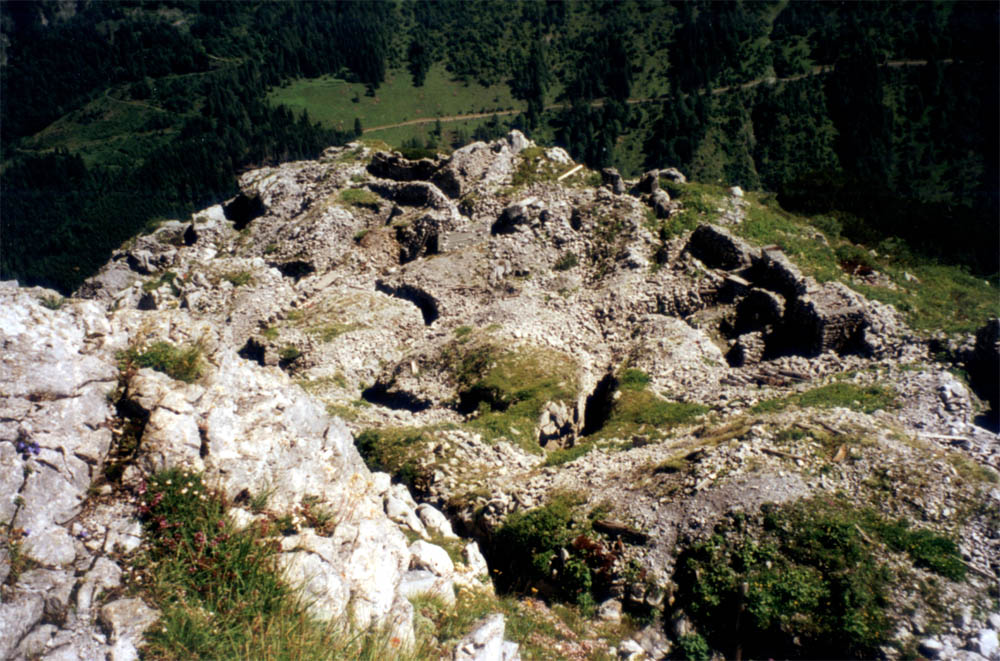
Blick vom Gipfel auf die ehemaligen in den Fels gebauten Stellungen und Schützengräben

Nach der Kriegserklärung Italiens an Österreich-Ungarn am 23. Mai 1915 wurde der Karnische Hauptkamm zum Frontgebiet. Vor allem der Raum um den Plöckenpass war Schauplatz schwerer Kämpfe, da hier die einzige für einen Durchbruch ins Gailtal nutzbare Verbindungsstraße verlief. Auf dem karstartigen, teilweise dicht von Latschen bewachsenen und von kleinen Tälern, Spalten sowie Mulden durchzogenen Gipfelplateau entbrannte ein Stellungskrieg, der nur durch die österreichische Einnahme der Trincerone-Stellung am 26. März 1916 unterbrochen wurde. Aufgrund des schweren Beschusses, hatten sich die Truppen tief in den Fels gegraben. Es entstanden Kavernen, Verbindungsstollen und Galerien. Die Versorgung wurde über Pfade, Steige und Materialseilbahnen sichergestellt. Zeitweise lagen sich am Berg rund 2000 Soldaten gegenüber. Im Spätherbst 1917 wurde dieser Frontabschnitt von italienischen Einheiten geräumt, nachdem es der von deutschen Truppen unterstützten österreichisch-ungarischen Armee in der Zwölften Isonzoschlacht gelungen war, die italienische Frontlinie bei Flitsch und Tolmein zu durchbrechen.

## Anstiege
Vom Plöckenpass aus ist der Kleine Pal durch Anstiege auf österreichischer und italienischer Seite erschlossen. Der österreichische Normalweg führt von der Passhöhe über die rekonstruierte „Maschinengewehrnase“ und die Nordwestseite auf den Gipfelbereich. Ein weiterer Anstieg ist der ehemalige Landsturmweg über die Westkote. Bis 2009 gab es nördlich der Passhöhe einen Klettersteig auf den Kleinen Pal, welcher aufgrund von Steinschlaggefahr abgebaut und am gegenüber liegenden Frischenkofel neu errichtet wurde. 
Durch die Westwand führen einige Mehrseillängenrouten auf den Berg. Die wohl meistgekletterte ist die Spigolo de Infanti. Von der italienischen Seite aus führt der Alpiniweg über die Südflanke bis zum Denkmal von Giovanni Macchi.